# Ary Ventura Vidal
Ary Ventura Vidal, né le 28 décembre 1935 à Rio de Janeiro, au Brésil et décédé le 28 janvier 2013 à Rio de Janeiro, est un entraîneur brésilien de basket-ball. 

## Palmarès
- 3e du championnat du monde 1978
- Champion des Amériques 1988
- 3e du championnat des Amériques 1995
- Vainqueur des Jeux panaméricains de 1987
- 3e des Jeux panaméricains de 1979
- 3e des Jeux panaméricains de 1995
- Champion d'Amérique du Sud 1977
- Champion d'Amérique du Sud 1985
- Finaliste du championnat d'Amérique du Sud 1979
- 3e du championnat d'Amérique du Sud 1987
- 3e du championnat d'Amérique du Sud 1995